# 시모코즈루 아야
시모코즈루 아야(일본어: 下小鶴 綾, 1982년 6월 7일 ~ )는 일본의 은퇴한 여자 축구 선수이다.

## 국가대표팀 경력
그녀는 2004년 하계 올림픽 예선에 참가할 일본 국가대표팀에 발탁되었으며, 4월 18일 베트남와의 경기에서 데뷔했다. 2004년 하계 올림픽에 출전했다. 2006년 아시안 게임 은메달 획득, 2008년 AFC 여자 아시안컵 3위. 그녀는 2008년까지 국제 A매치 28경기에 출전했다.

## 통계
| 일본 | 일본 | 일본 |
| 연도 | 출전 | 득점 |
| ---- | ---- | ---- |
| 2004 | 10   | 0    |
| 2005 | 5    | 0    |
| 2006 | 11   | 0    |
| 2007 | 1    | 0    |
| 2008 | 1    | 0    |
| 통산 | 28   | 0    |